# Stonehenge, Avebury e siti associati
Stonehenge, Avebury e siti associati è un sito patrimonio dell'umanità dell'UNESCO ubicato nel Wiltshire, in Inghilterra. Copre due vaste aree a distanza di circa 50 km l'una dall'altra. I siti sono stati iscritti nel 1986. Alcuni dei grandi e noti monumenti presenti sul territorio sono elencati di seguito, ma l'area ha anche un'eccezionalmente alta densità di siti archeologici più piccoli, in particolare del periodo preistorico. Più di 700 singoli elementi archeologici sono stati identificati. Ci sono 160 diversi monumenti, costituiti da 415 elementi distinti.

## Stonehenge e monumenti associati

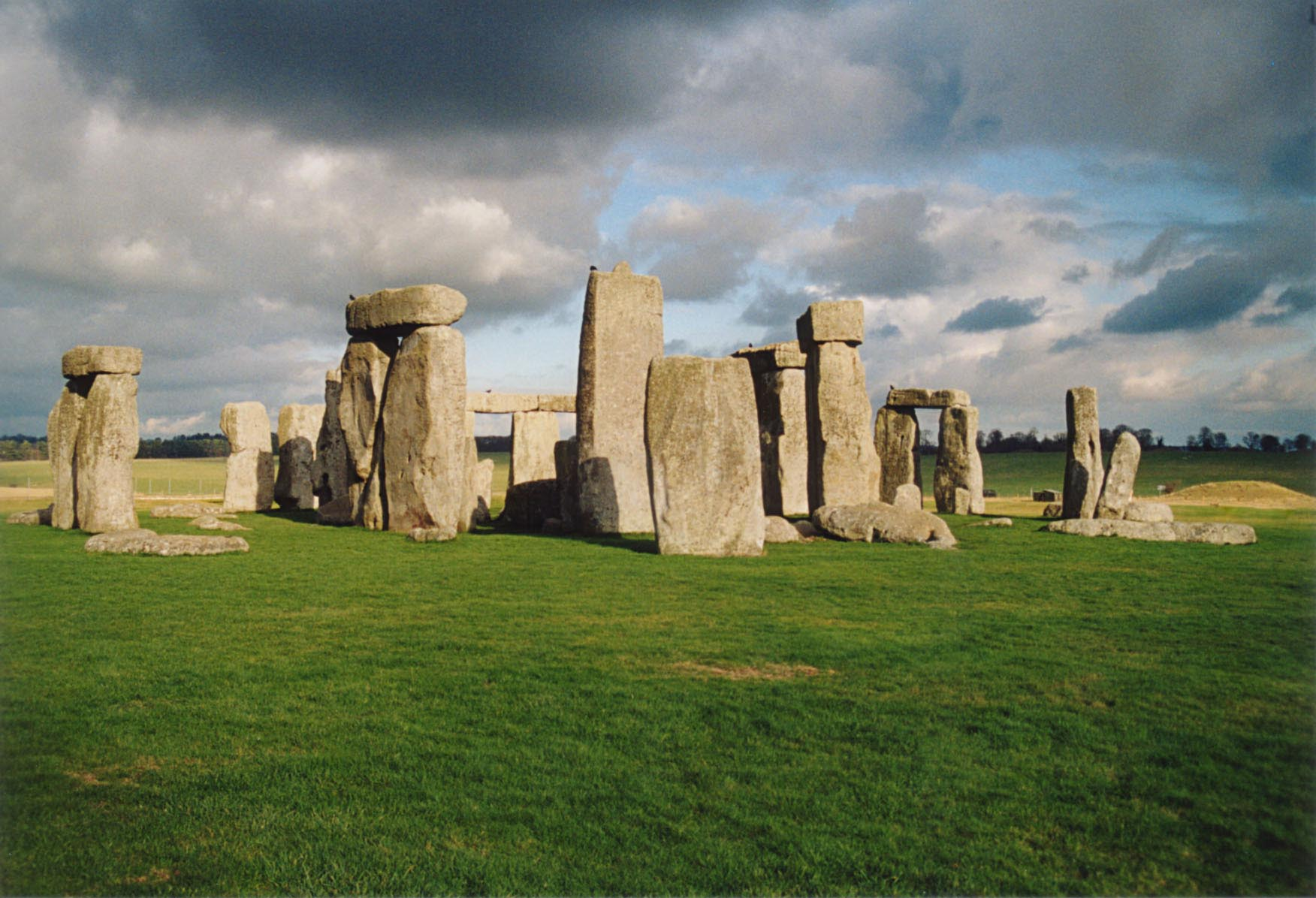
Stonehenge

L'area di Stonehenge si trova nel sud Wiltshire. Copre una superficie di 26 km² ed è incentrata sui monumenti preistorici di Stonehenge. Viene gestita da English Heritage, National Trust, Ministero della Difesa, RSPB, Wiltshire County Council, privati e agricoltori.

### Monumenti
- Stonehenge
- Stonehenge Avenue
- Stonehenge Cursus
- The Lesser Cursus
- Cursus Barrows
- Durrington Walls
- Woodhenge
- Cuckoo Stone
- Coneybury Henge (un henge che è stato spianato[2])
- King Barrow Ridge[3]
- Winterbourne Stoke Barrows
- Normanton Down Barrows, compreso Bush Barrow
- Vespasian's Camp
- Robin Hood's Ball (monumento associato sito a nord)
- West Amesbury Henge, noto anche come Bluestonehenge
- Stonehenge Landscape

## Avebury

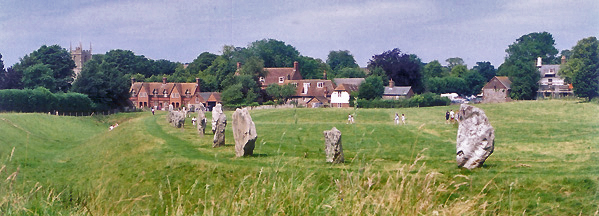
Avebury Henge and Village

L'area di Avebury si trova nel nord Wiltshire. Copre una superficie di 22,5 km² ed è incentrata sul sito preistorico di  Avebury Henge.

### Monumenti di Avebury
- Avebury Henge
- West Kennet Avenue
- Beckhampton Avenue
- West Kennet Long Barrow
- The Sanctuary
- Silbury Hill
- Windmill Hill

## Musei
I musei principali sono l'Alexander Keiler Museum di Avebury e i musei Salisbury e Wiltshire di Devizes
Altri musei con materiali provenienti da Stonehenge e Avebury sono il British Museum, National Museum of Wales, Cambridge University Museum of Archaeology and Anthropology e l'Ashmolean Museum. Altri archivi comprendono l'English Heritage Archive di Swindon, il Wiltshire and Swindon History Centre e la Bodleian Library.